# Realism științific
Realismul științific este teza conform căreia lucrurile care nu pot fi observate cu care se ocupă știința nu sunt foarte diferite de lucrurile observabile banale (precum mesele sau scaunele).